# چوی جونگ یون
چوی جونگ یون (کره‌ای: 최정윤؛ زادهٔ ۹ مه ۱۹۷۷) بازیگر اهل کره جنوبی است. او در مجموعه‌های تلویزیونی شکارچی عاشقانه (۲۰۰۷)، مانی (۲۰۱۱)، خانواده اوجاک‌گیو (۲۰۱۱)، و انتخاب فرشته (۲۰۱۲) نقش اصلی ایفا کرده‌است.